# Hoy (revue)
Pour les articles homonymes, voir Hoy.
Hoy était une revue politique chilienne, publiée entre le 1er juin 1977 et le 19 octobre 1998.

## Histoire
En juin 1976, la dictature militaire dirigée par Augusto Pinochet a accusé la revue Ercilla de «propagande antipatriotique» et a essayé de convaincre son propriétaire, Sergio Mujica, et son directeur Emilio Filippi Muratto, de changer la ligne éditoriale ; finalement la revue a été vendue au groupe économique pro-gouvernemental Cruzat-Larraín, et son rédacteur en chef et son personnel ont démissionné. Après cinq mois d'attente d'une autorisation officielle, l'équipe dirigée par Filippi a créé l'hebdomadaire Hoy, financé par la fondation néerlandaise Organisation catholique pour le cofinancement de programmes de développement, grâce à l'intervention du cardinal Raúl Silva Henríquez. Compte tenu de ce qui s'était passé avec Ercilla, il a été décidé de créer une société de journalistes qui seraient les propriétaires de la nouvelle publication. La première édition de Hoy a été diffusé le 1 juin 1977.
Ses créateurs étaient politiquement liés au Parti Démocrate Chrétien (PDC), un parti qui en 1977 faisait partie de la coalition d'opposition au régime, et certains médias liés à ce parti ont été fermés, comme Radio Balmaceda et la revue Politica y Espiritu. Le premier obstacle juridique qu'a affecté Hoy a été sa suspension pendant deux mois, le 22 juin 1979, sur ordre du chef de la zone d'état d'urgence de l'époque, le général Enrique Morel Donoso, parce qu'il était accusé de contrevenir aux dispositions légales en vigueur en interviewant les dirigeants socialistes en exil, Clodomiro Almeyda et Carlos Altamirano, en violation de la pause politique imposée par la loi et de l'interdiction de diffuser la doctrine marxiste.
Alors que les autres magazines d'opposition ont été fermés en septembre 1984, l'hebdomadaire a été soumis à une censure préalable par le décret n° 1217. Celui-ci stipule l'interdiction de diffuser, sans autorisation préalable, toute information de nature politique, exception faite de la publication des communiqués officiels du gouvernement. Hernán Vidal Martínez  ("Hervi"), Alejandro le Monténégro ("Rufino") et Patricio Amengual étaient chargés de l'humour politique.
Dix ans après sa fondation, Filippi et d'autres membres de l'équipe quittent le magazine pour se lancer dans le projet du quotidien L'Époque, en janvier 1987, en reprenant comme directeur, le journaliste Abraham Santibáñez Martínez, auparavant emprisonné avec d'autres journalistes. Une fois le triomphe du «Non» au  référendum chilien de 1988 assuré, la publication a entamé le début une nouvelle étape sous le slogan « À partir d'aujourd'hui ».
Cependant, la situation économique critique et l'impossibilité d'attirer de nouveaux partenaires ont conduit à sa fermeture définitive en octobre 1998.

## Directeurs responsables
- Emilio Filippi Muratto (1977-1987)
- Abraham Santibáñez Martínez (1987-1990)
- Marcelo tu Frottes López (1990-1995)
- Ascanio Cavallo Castro (1995-1998)[2]